# Kunszállás
Kunszállás – wieś i gmina w środkowej części Węgier, w pobliżu miasta Kiskunfélegyháza.
Miejscowość leży na obszarze Wielkiej Niziny Węgierskiej, w komitacie Bács-Kiskun, w powiecie Kiskunfélegyháza.
Gmina Kunszállás liczy 1660 mieszkańców (2009) i zajmuje obszar 20,85 km².